# قانا (النبطية)
قانا هي إحدى القرى اللبنانية من قرى قضاء النبطية في محافظة النبطية.